# 안동 도산서원 전교당
안동 도산서원 전교당(安東 陶山書院 典敎堂)은 경상북도 안동시 도산면에 있는 조선시대의 건축물이다. 1963년 1월 21일 대한민국의 보물 제210호로 지정되었다.

## 개요
서원이란 훌륭한 사람들에게 제사지내고 유학을 공부하던 조선시대 사립교육기관을 말한다. 도산서원은 퇴계 이황(1501∼1570) 선생의 학문과 덕행을 기리기 위해 처음 세웠다. 그 중 전교당은 유생들의 자기수양과 자제들의 교육을 하는 강당으로서, 전교당의 앞 마당 좌우에는 유생들이 기숙사인 동재와 서재가 자리하고 있다.
이 전교당은 조선 선조 7년(1574)에 지은 것을 1969년에 보수한 것이며 규모는 앞면 4칸·옆면 2칸이다. 지붕은 옆면에서 보았을 때 여덟 팔(八)자 모양의 화려한 팔작지붕이고 온돌방과 대청마루로 이루어져 있다.
매우 간소하게 지은 건물로 선조가 서원에 내려준 ‘도산서원’이라는 현판 글씨는 명필 한석봉이 임금님 앞에서 쓴 글씨라고 전한다.

## 같이 보기
- 도산서원

## 참고 자료
- 안동 도산서원 전교당 - 국가유산청 국가유산포털